# Paulo Henrique
Paulo Henrique (sinh ngày 21 tháng 2 năm 1972) là một cầu thủ bóng đá người Brasil.

## Sự nghiệp câu lạc bộ
Paulo Henrique đã từng chơi cho JEF United Ichihara và Vegalta Sendai.

## Thống kê câu lạc bộ

### J.League
| Đội                 | Năm       | J.League | J.League | J.League Cup | J.League Cup | Tổng cộng | Tổng cộng |
| Đội                 | Năm       | Trận     | Bàn      | Trận         | Bàn          | Trận      | Bàn       |
| ------------------- | --------- | -------- | -------- | ------------ | ------------ | --------- | --------- |
| JEF United Ichihara | 1999      | 15       | 1        | 2            | 1            | 17        | 2         |
| Vegalta Sendai      | 1999      | 16       | 4        | 0            | 0            | 16        | 4         |
| Tổng cộng           | Tổng cộng | 31       | 5        | 2            | 1            | 33        | 6         |